# Raúl Martín Burgos
Raúl Martín Burgos (Madrid, 26 de junio de 1979) es un rejoneador y maestro de promesas del rejoneo español. Una figura del rejoneo con triunfos en todo el mundo, con el bagaje de una carrera dedicada a los caballos.

## Biografía

### Rejoneador
El día 25 de julio de 1995, con tan solo 15 años, hizo su presentación en público en la localidad de Begijar, Jaén. 
Recibió la alternativa en Moraleja de Enmedio el 4 de agosto de 1997 de manos de Curro Bedoya los testigos fueron Fermín Bohórquez y Javier Buendía.
Su debut, en la plaza de toros de Las Ventas, Madrid se da el 12 de Agosto 2001. Se confirma compartiendo cartel con Borja Baena, Miguel García, José Miguel Callejón, Javier San José y José Manuel Duarte con toros de Alcurrucén. 
Su carrera cobra impulso en el año 2003, la tarde de su debut en la Maestranza, plaza de toros de Sevilla. Ese día abre la Puerta Grande después de cortar dos orejas a un toro de Jódar y Ruchena. 
El 3 de junio de 2012 Martín Burgos abre la puerta grande de la Plaza de Toros de las Ventas, Madrid. Se luce con cabriolas montando a Uruguay y desata el entusiasmo en la cortas al violín con Gallo. El rejón fulminante provoca la concesión de las dos orejas.
Las temporadas de 2002 a 2006 estuvieron marcadas por la cosecha de triunfos en las plazas de toros de Francia. Entre las faenas destacan las realizadas en Nimes, Béziers, Mont de Marsan y Toulouse. 
A lo largo de su carrera, Martín Burgos ha destacado por su regularidad y madurez en el toreo a caballo. En la temporada 2019, realizó una actuación notable en Las Ventas durante la Feria de San Isidro, cortando una oreja a pesar de las adversidades. El 23 de junio de 2019, toreó en la plaza de toros de Torrejón de Ardoz (Madrid), compartiendo cartel con Andy Cartagena y Leonardo Hernández. En esa ocasión, lidió toros de Benítez Cubero, cortando dos orejas en el segundo. 
En marzo de 2021, debido a las complicadas circunstancias que rodeaban al mundo taurino en ese momento, decidió hacer un paréntesis en su trayectoria profesional, dejando de torear por un tiempo. 
Vuelve a la actividad taurina en 2023 toreando un novillo en un festival en Tarancón, Cuenca. Su reaparición fue celebrada con una salida por la puerta grande y una ovación del público. 
La corrida de toros que lidió el pasado 2024 es especialmente relevante en su carrera. En Torrenueva comparte faena con uno de sus alumnos predilectos, el rejoneador de novillos Alejandro Martín Ruiz. Además, vuelve a los ruedos con su cuñado el rejoneador Martín González Porras. El encuentro tuvo un final por todo lo alto con la salida a hombros de los tres toreros.

### Escuela de equitación y rejoneo Raúl Marín Burgos
El caballista sigue vinculado con el entorno ecuestre. Mantiene la finca en Navalcarnero (Madrid), donde imparte clases tanto de hípica como de preparación para futuros rejoneadores. Varios de sus alumnos ya han tenido su esperado debut, y otros están próximos a debutar. 
En agosto de 2024, en un evento cultural de la Plaza de Toros de Las Ventas, realizó una exhibición de las suertes del toreo a caballo junto a sus alumnos. Más de un millar de personas acudieron al evento. 